# Lista de gerações de aviões a jato

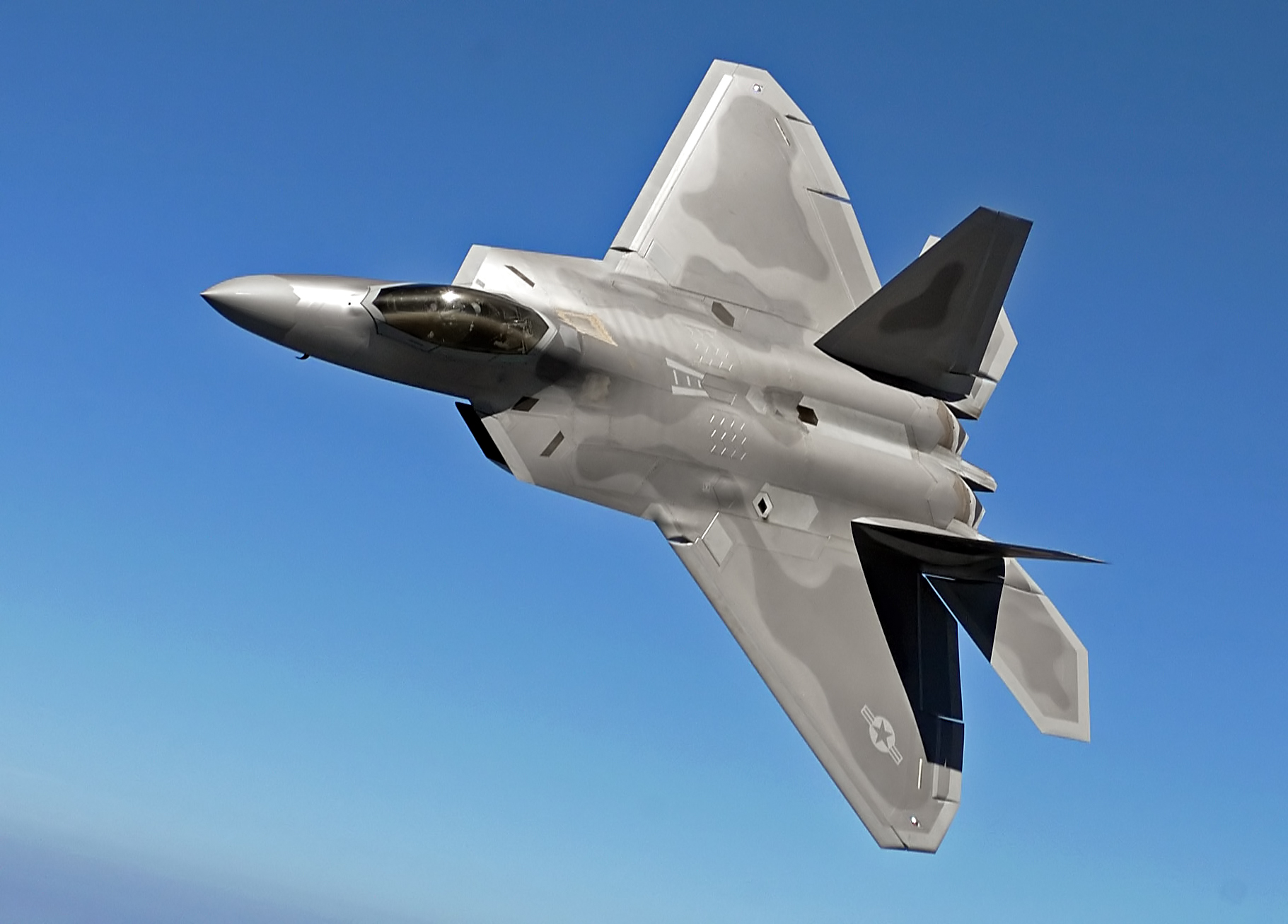
O Raptor F-22, um caça de quinta geração.

Tornou-se comum na comunidade da aviação classificar os caças por gerações, para fins históricos. Não há definições formais ou oficiais definições destas gerações, eles são uma espécie de consenso que capta uma "fase" reconhecível do desenvolvimento de abordagens das concepções dos caças, e do desempenho de suas capacidades, bem como sua evolução tecnológica.
Em essência, estas fases capturam um design geral, uma filosofia, baseada nas percepções e demandas das guerras aéreas e nos ambientes colocados pelos estrategistas militares da aviação, bem como o estado da arte tecnológico.

## Gerações

### Primeira geração

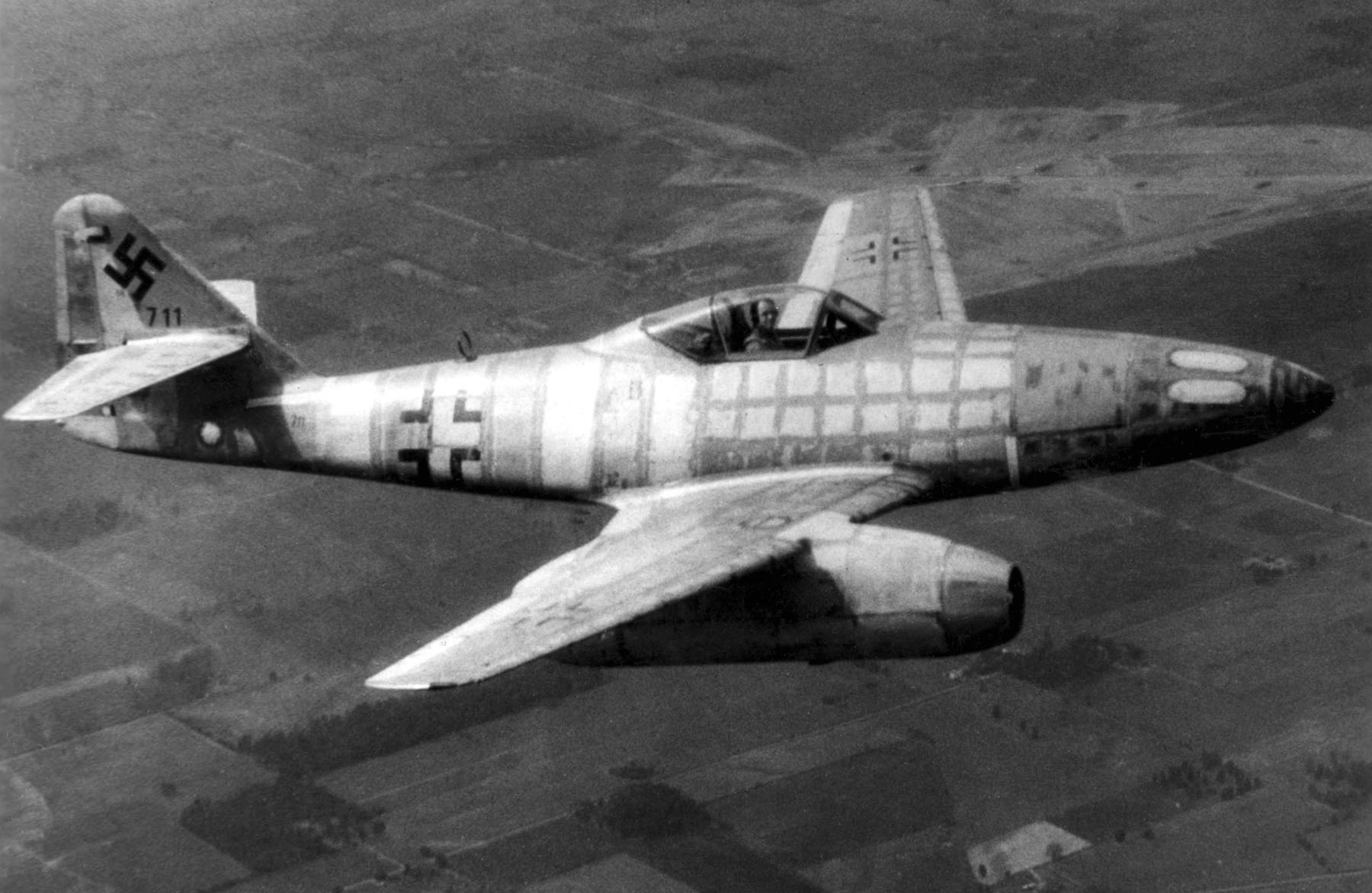
O Me 262, exemplo da primeira geração de caças a jato.

A Primeira Geração de caças a jato, foi desenvolvida nos meados dos anos 1940, e sobreviveu um período relativamente curto de tempo. Diferentes dos caças de hélice dos finais da Segunda Grande Guerra, a grande diferença em relação a estes consistia no uso de motores a reação, o que permitia acréscimos de 150 a 200 km/h velocidade final da aeronave e tetos de voo de 13 a 15 mil metros, em vez dos 10 a 11 mil metros dos seus concorrentes a hélice. Estas vantagens tornaram os primeiros aviões alemães a reação oponente temíveis, embora a escassez de combustível e falta de confiabilidade dos seus motores fosse um grande problema para estes primeiros aparelhos. Incluem: F-86, Mig-15, entre outros.

### Segunda geração

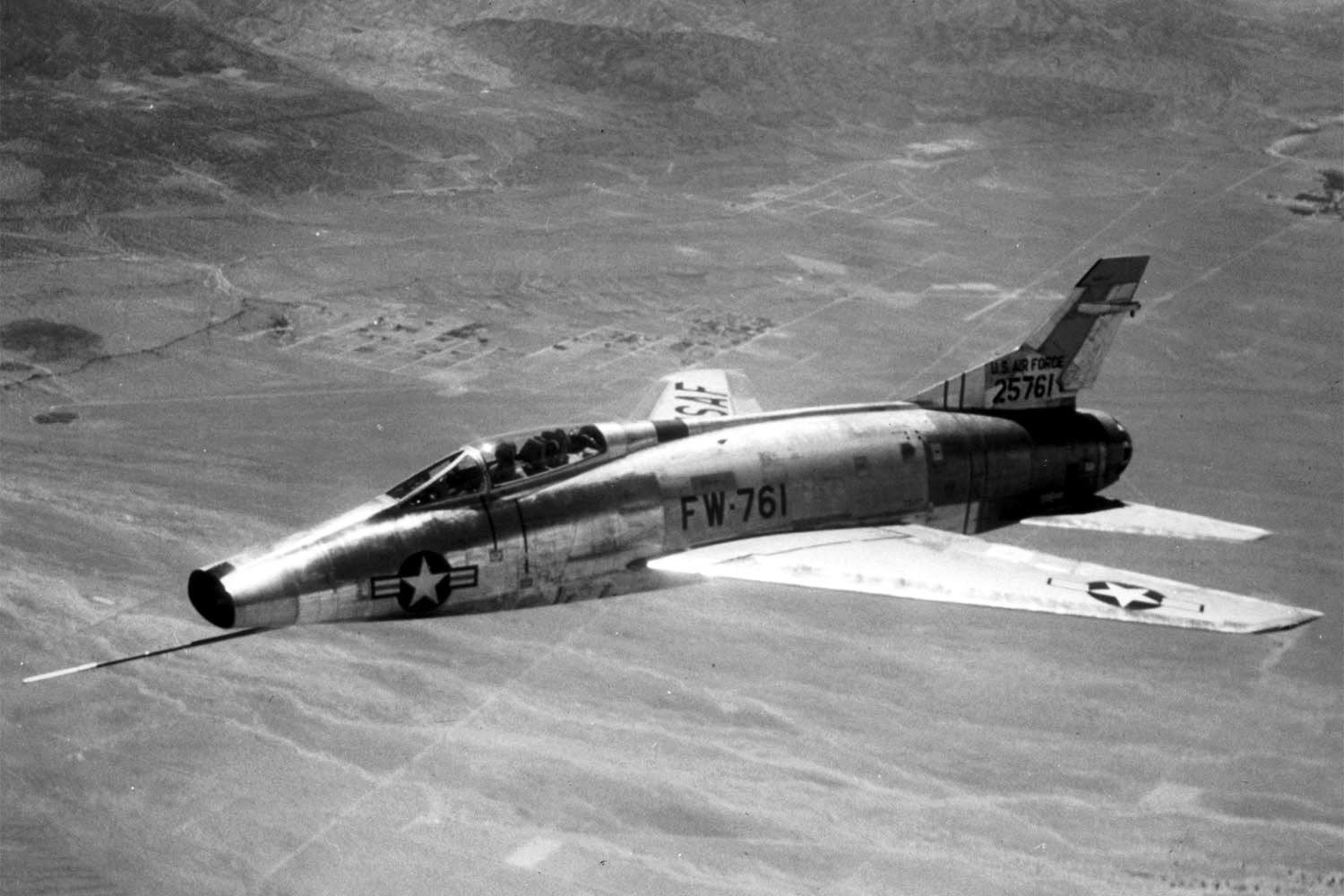
O Norte-Americano F-100 Super Sabre

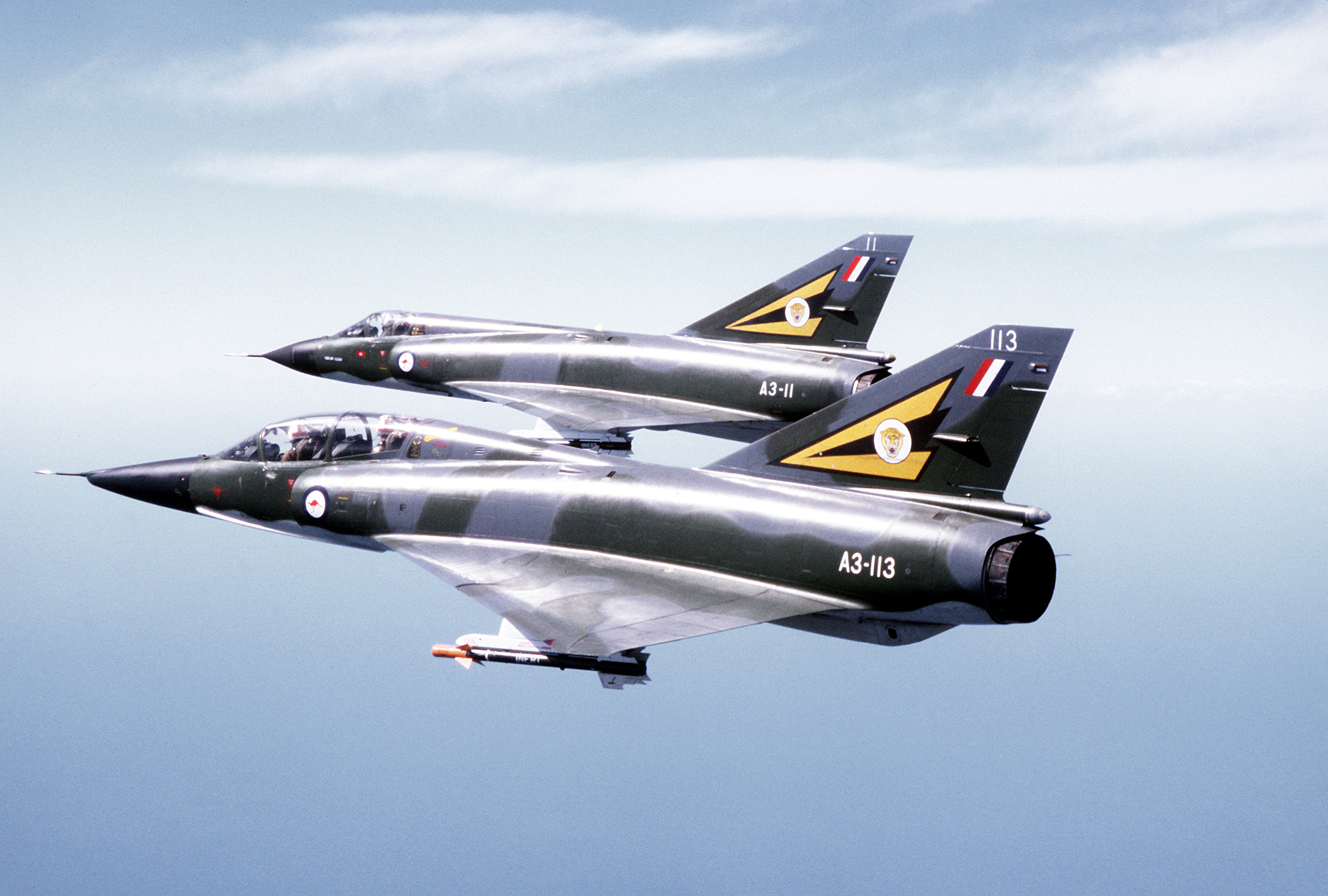
O Mirage III.

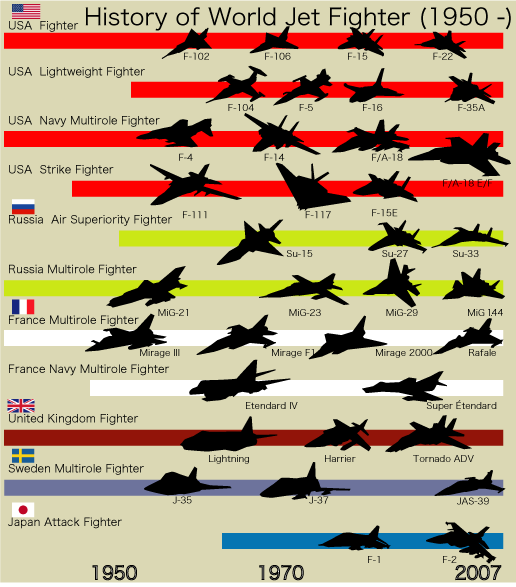
Exemplos de caças dos anos 1950 a 2007.

A segunda geração seriam os primeiros supersônicos. O desenvolvimento da segunda geração foi moldada pelos significativos avanços tecnológicos, as lições aprendidas com batalhas aéreas da Guerra da Coreia.
Avanços na aerodinâmica, propulsão e materiais desenvolvidos para o espaço (principalmente ligas de alumínio) permitiu aos projetistas experimentar com uma maior variedade outras inovações aeronáuticas como novos formatos de asas e de fuselagens.

### Terceira geração
A terceira geração assistiu e continuou maturação das inovações de segunda geração, mas é mais marcada pela ênfase renovada na manobrabilidade e na tradicional capacidade terra-ataque. Ao longo da década de 1960, aumentando o poder de combate a com experiência demonstrou que a luta contra mísseis guiados poderá e deveria recair nas lutas aéreas.
Esta fase também ficou marcada pela expansão das capacidades de ataque ao solo, principalmente os mísseis guiados e o testemunho da introdução de radares mais sofisticados.

### Quarta geração
Aeronaves classificadas como de quarta geração são aquelas em serviço entre os anos de 1980 até 2010, aproximadamente, representando os conceitos de design da década de 1970. Os desenhos da quarta geração são fortemente influenciados pelas lições aprendidas com a geração anterior dos aviões de combate. Representantes lutadores incluem a série "teen" de caças-americanos (F-14, F-15, F-16 e F/A-18 Hornet) e os soviéticos  MiG-29 e Su-27. Os custos crescentes demonstraram o êxito do papel dos multi-aviões, como o F-4 Phantom II, a partir do qual se deu origem à popularidade dos aviões multi-função. A Longa distância míssil ar-ar  foi originalmente pensada para tornar-se obsoleta, mas os projetistas responderam com uma ênfase numa renovada manobrabilidade.
O rápido avanço dos microcomputadores nos anos 1980 e 1990 permitiu atualizações rápidas para os aviões desta geração, incorporando ao sistema melhoramentos como AESA. Devido às tais capacidades melhoradas destes aviões e em novos desenhos da década de 1990 chamou-se de 4ª geração e meia e por vezes utilizado para se referir a estes tipos de aviões.